# Edoardo Tresoldi
Edoardo Tresoldi é um cenógrafo italiano, escultor e artista, conhecido internacionalmente por suas esculturas monumentais feitas de malha de arame.